# Carpatica Asigurări
Carpatica Asigurări a fost o companie de asigurări generale din Sibiu.
Și-a început activitatea în 1996, sub denumirea de ASA Asigurări Atlassib.
Acționarii principali au fost Atlassib, cu 83%, și Banca Comercială Carpatica cu 8,96%.
Carpatica Asigurări face parte din grupul financiar Carpatica din anul 2003.
Grupul financiar Carpatica mai cuprinde Banca Comercială Carpatica, precum și societatea de brokeraj SSIF Carpatica Invest.
În septembrie 2004 compania și-a schimbat denumirea în Carpatica Asig - parte a Grupului Financiar Carpatica, raspunzand astfel cerințelor pieții privind serviciile financiare integrate. 
În august 2006, Carpatica Asigurări avea o rețea națională de 102 unități teritoriale, 474 de angajați permanenți și peste 4.700 colaboratori.
In iunie 2016 companiei îi este retrasă autorizația de functionare, procedura de faliment fiind declanșată în luna august a aceluiași an.
Cifra de afaceri în 2007: 34 milioane euro
Cifra de afaceri în 2010: 285.989.663 lei.